# 専門学校東京医療学院
専門学校東京医療学院（せんもんがっこうとうきょういりょうがくいん）とは、東京都中央区新川にある、理学療法士を養成する専修学校。

## 設置学科
- 理学療法学科
  - 昼間部（3年制）
  - 夜間部（4年制）

## 運営法人
- 学校法人常陽学園

## 姉妹校
- 東京医療福祉専門学校